# Sedam djela milosrđa
Djela milosrđa u kršćanstvu su činovi u kojima se izražava dobrotvorna ljubav prema bližnjemu. Popis seže do biblijskih izvora.
Sedam tjelesnih djela milosrđa:
1. Gladna nahraniti.
2. Žedna napojiti.
3. Siromaha odjenuti.
4. Putnika primiti.
5. Bolesnika i utamničenika pohoditi.
6. Roba otkupiti.
7. Mrtve pokopati.

Sedam duhovnih djela milosrđa:
1. Dvoumna savjetovati.
2. Neuka poučiti.
3. Grješnika opomenuti
4. Žalosna i nevoljna utješiti.
5. Uvredu oprostiti.
6. Nepravdu strpljivo podnositi.
7. Za žive i mrtve Boga moliti.